# Phil Evans
Philip Gareth Evans (ur. 12 lipca 1980 w Cardiff) – południowoafrykański piłkarz pochodzenia walijskiego występujący na pozycji pomocnika.

## Kariera klubowa
Evans karierę rozpoczynał w 1998 roku w zespole Arcadia Shepherds. W 1999 roku odszedł do Supersport United. W 2005 roku zdobył z nim Puchar RPA. Przez 7 lat w barwach Supersport rozegrał 128 spotkań i zdobył 11 bramek. W 2006 roku przeszedł do Bidvest Wits. Grał tam przez 2,5 roku, w ciągu którego wystąpił w 50 meczach. Na początku 2009 roku odszedł do drużyny Thanda Royal Zulu. W 2010 roku zakończył karierę.

## Kariera reprezentacyjna
W reprezentacji RPA Evans zadebiutował w 2003 roku. W 2005 roku został powołany do kadry na Złoty Puchar CONCACAF. Zagrał na nim w meczach z Meksykiem (2:1, gol), Jamajką (3:3) i Panamą (1:1, 3:5 w rzutach karnych). Tamten turniej drużyna RPA zakończyła na ćwierćfinale.
W latach 2003–2005 w drużynie narodowej Evans rozegrał łącznie 10 spotkań i zdobył 1 bramkę.